# Église Saint-Arige-et-Saint-Vincent-de-Saragosse de Péone
L'église Saint-Arige-et-Saint-Vincent-de-Saragosse est une église catholique située à Péone, en France.

## Localisation
L'église est située dans le département français des Alpes-Maritimes, sur la commune de Péone.

## Historique
Une première église a été édifiée au XIe siècle.
L'église a été transformée et reconstruite en 1761 suivant les plans de l'architecte Pietro Antonio Santo Bartolomeo, maître maçon italien né à Lugano. 
Il subsiste de l'édifice antérieur le linteau en accolade d’une porte condamnée portant la date de 1550 gravée et deux chapelles latérales couvertes sur croisée d'ogives, parties de l'ancienne nef dont l'élément central a disparu au cours de la transformation. 
L'édifice est inscrit sur l'inventaire supplémentaire des monuments historiques depuis le 29 novembre 1948.

## Architecture

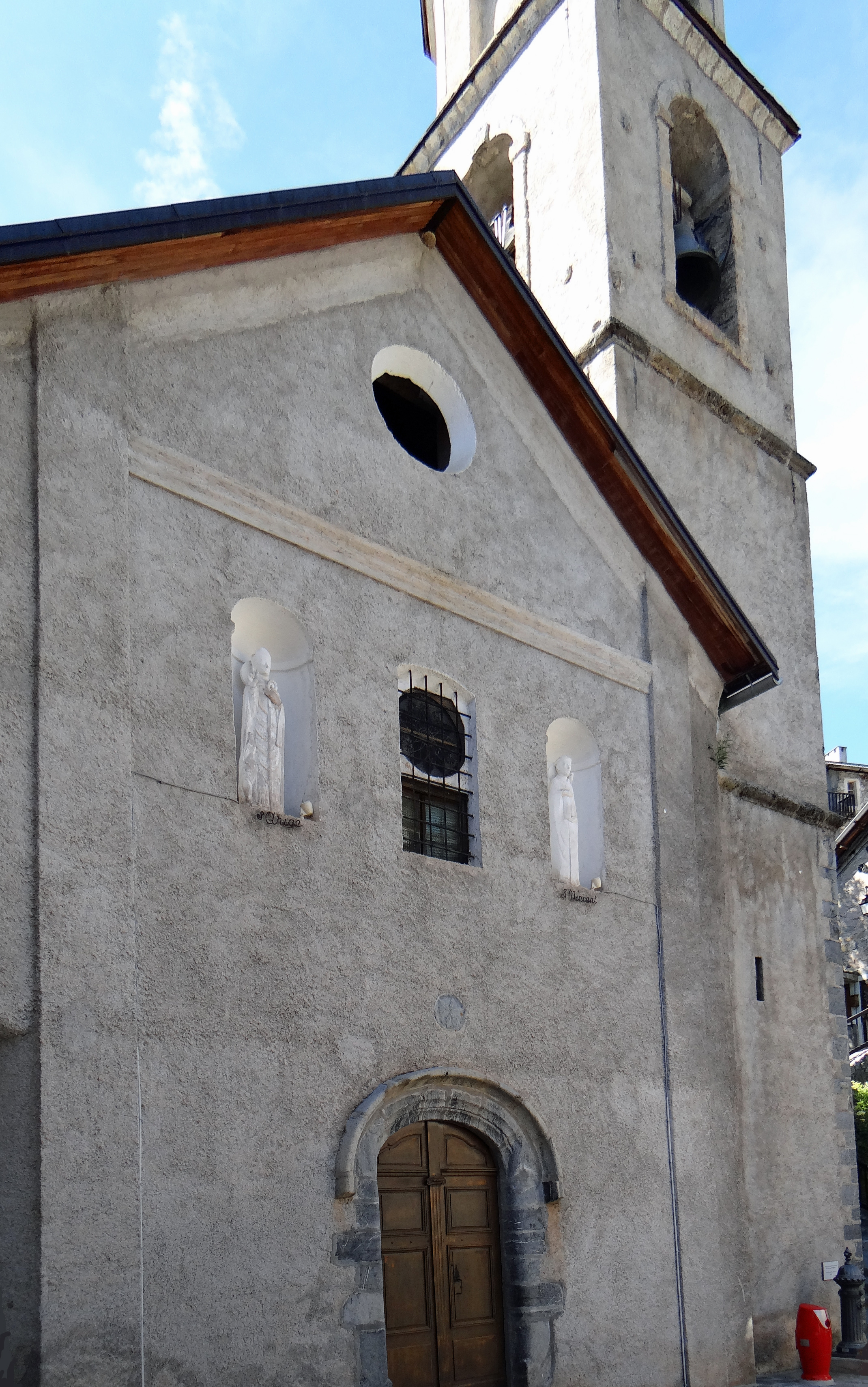
Église Saint-Arige-et-Saint-Vincent-de-Saragosse

L'église a été construite suivant un plan en croix grecque. À la croisée du transept, l'église est surmontée d’une coupole hexagonale, coiffée d’un lanternon carré.
Patrimoine mobilier :
Tout le décor intérieur, stucs, retables et tableaux, sont baroques.
* Chaire à prêcher,
* Christ en croix,
* Maître Autel,
* Toiles des XVIIe et XVIIIe siècles.